# Grant Thornton International
 (septembre 2007).
Si vous disposez d'ouvrages ou d'articles de référence ou si vous connaissez des sites web de qualité traitant du thème abordé ici, merci de compléter l'article en donnant les références utiles à sa vérifiabilité et en les liant à la section « Notes et références ».
Grant Thornton est un groupe d'audit, d'expertise conseil et de conseil financier. Il se place au sixième rang mondial des groupes d'audit et de conseil ,.
Chaque membre du réseau est indépendant sur les plans financier, juridique et managérial.

## Historique
Grant Thornton international (GTI) est issu de cabinets d'audit-conseil du Royaume-Uni, dont Thornton and Thornton formé en 1904 à Oxford.

## Réseau Grant Thornton
Les cabinets du réseau Grant Thornton ne détiennent ni ne sont détenus par GTI, il n'existe aucun lien capitalistique entre eux à part quelques rares cas spécifiques.
Chaque membre du réseau s’acquitte de « brand fees » qui remontent à la maison mère et allègent le résultat d’exploitation des filiales (i.e. remontée de marge brute avant impôts).